# Abell 902
Abell 902 è un ammasso di galassie situato prospetticamente nella costellazione dell'Idra alla distanza di quasi 2 miliardi di anni luce dalla Terra (light travel time). È inserito nell'omonimo catalogo compilato da George Abell nel 1958.
È un componente, insieme agli ammassi Abell 901 e SW Group, del superammasso di galassie A901/902.

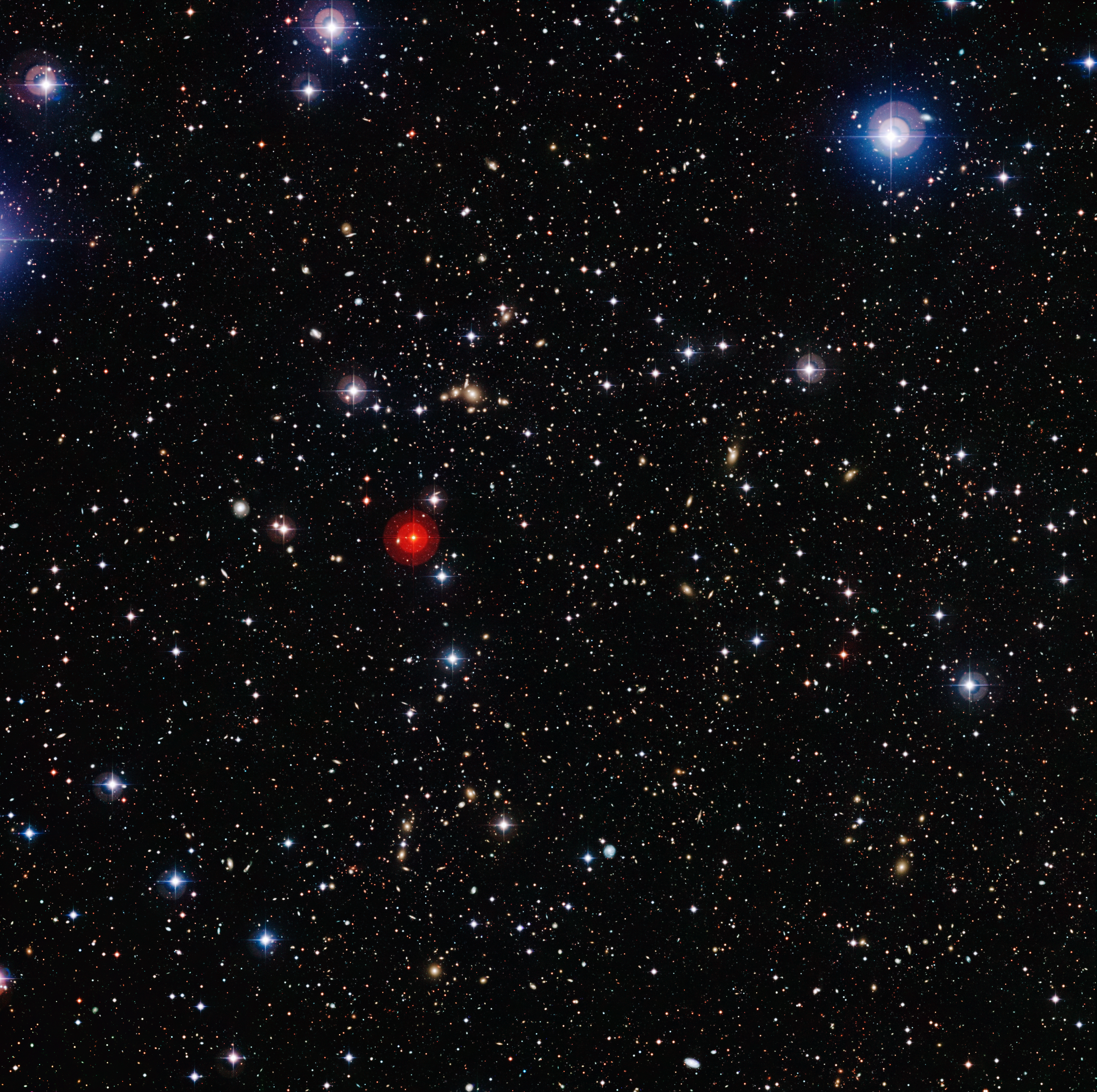
Abell 901/902